# Piaseczno
Piaseczno è un comune urbano-rurale polacco del distretto di Piaseczno, nel voivodato della Masovia.
Ricopre una superficie di 128,22 km² e nel 2004 contava 59 695 abitanti.